# Metalectra verrucata
Metalectra verrucata är en fjärilsart som beskrevs av Paul Dognin 1912. Metalectra verrucata ingår i släktet Metalectra och familjen nattflyn. Inga underarter finns listade i Catalogue of Life.